# 本原半完全数
在數論中，本原半完全數（或稱素半完全數、質半完全數、本原偽完全數、本原偽完美數）是半完全數的細分。如果一個半完全數不能被任何比它更小的半完全數整除，那麼就稱作一個本原半完全數。
最初的幾個本原半完全数為 ：
6, 20, 28, 88, 104, 272, 304, 350, 368, 464, 490, 496, 550, 572, 650, 748, 770, 910, 945, 1184 ...  A006036
本原半完全数有無限多個。

## 奇本原半完全数
若一個本原半完全数無法被2整除(就是奇數)，那麼就稱作奇本原半完全數。
所有的奇本原半完全数都是奇本原過剩數。最小的奇本原半完全数為945，和最小的奇半完全數一樣大。
奇本原半完全数有無限多個，最初的幾個本原半完全数為 
945, 1575, 2205, 3465, 4095, 5355, 5775, 5985, 6435, 6825, 7245, 7425, 8085, 8415, 8925, 9135, 9555, 9765, 11655, 12705, 12915, 13545, 14805, 15015 ...  A006038